# فهرست دیوها در آرس گویتیا
در کتاب آرس گویتیا نام ۷۲ دیو سلیمان به همراه توانایی‌ها و ویژگی هریک ذکر شده است. بنا بر دلایل گوناگون نامها گاهی دچار دگرگونی جزئی شده‌اند.

## پادشاه بعل

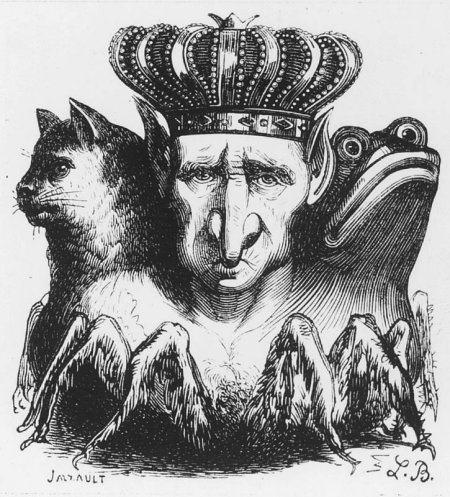
تصویر ترسیم شده پادشاه بعل

بر پایه جادونامهٔ اعظم (le Grand Grimoire) پادشاه بعل در راس نیروهای اهریمنی است. او نخستین پادشاه دوزخ با مناطقی در شرق است.
بر اساس کلید کهین سلیمان او سه سر دارد: وزغ، انسان و گربه. او صدای ناهنجاری دارد ولی به خوبی سخن می‌گوید و بر ۶۶ لژیون حکومت می‌کند. او هنر ناپدید شدن را آموزش می‌دهد. ممکن است بعل معادل یکی از هفت شاهزادگان دوزخ باشد.
احتمالاً نام او بازمانده ای از بعل، یکی از خدایان بین‌النهرین باستان باشد و بعل الذباب هم از این شخصیت وارد ادیان شده.

## دوک آگارس

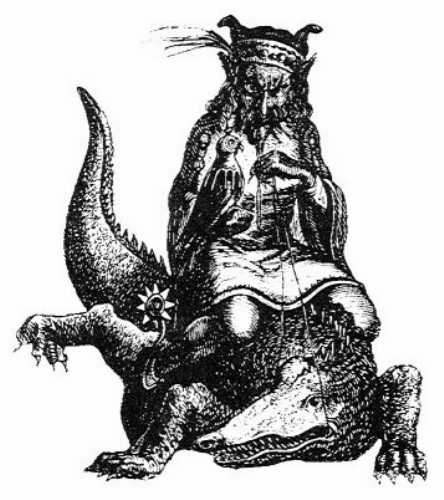
آگارس از کولین د پالاسی, پاریس، ۱۸۶۳.

آگارس (یا آگرئاس) بر منطقه شرقی دوزخ حکمرانی می‌کند و ۳۱ سپاه از دیوها به او خدمت می‌کنند. او می‌تواند باعث شود کسانی که گریخته‌اند بازگردند و کسانی که هنوز ایستاده‌اند، بگریزند با یافتن لذتی در آموزش بیان بدسیرتی. همچنین او دارای نیروی شکستن حرمت و شئونات طبیعی و فراطبیعی است. وی می‌تواند تولید زلزله کند و باعث سرنگونی بزرگان معنوی و دنیوی شود.
او به شکل مرد پیر و رنگ پریده‌ای سوار بر یک کروکودیل تجسم می‌شود که یک باز در دست دارد.

## پرنس واساگو
واساگو شاهزاده نیرومند دوزخ است. او بر ۲۶ سپاه از دیوها فرمانروایی می‌کند. او می‌تواند به صورت جادویی از رویدادهای گذشته و آینده بگوید. می‌تواند چیزهای پنهان یا گم شده را بیابد و طبیعت خوبی دارد.

## مارکی سامیگینا
گامیگین یا سامیگینا مارکی بزرگ دوزخ است که بر ۳۱ سپاه از دیوان فرمانروایی می‌کند. او همه دانش‌های مقدماتی را آموزش می‌دهد و به حساب ارواحی که در گناه مرده‌اند و کسانی که در دریا غرق شده‌اند، می‌دهد. با صدایی خشن سخن می‌گوید. او همچنین به چیزی که از وی خواسته شده است پاسخ می‌دهد و تا زمانی که فرد خشنود باشد بر او ظاهر می‌ماند.
گامیگین به شکل یک اسب کوچک یا یک الاغ تجسم می‌شود که به هنگام احضار شدن، به هیبت یک مرد تغییر شکل می‌دهد.

## پرزیدنت مارباس
مارباس یا بارباس رئیس بزرگ دوزخ است که بر ۳۶ سپاه از دیوها فرمانروایی می‌کند. او صادقانه دربارهٔ چیزهfgfg
Cv is not ای پنهان و اسرارآمیز پاسخ می‌دهد، بیماری‌ها را درمان می‌کند، هنرهای مکانیکی را آموزش می‌دهد و مردم را به دیگر اشکال تغییر شکل می‌دهد. او به شکل یک شیر بزرگ تجسم می‌شود که زمان احضار به شکل یک مرد درمی‌آید.

## دوک والفر
وِلفِگور یک موجود مونس مفید است، اما انسان‌ها را به دزدی ترغیب می‌کند. وی به شکل یک شیر با سر الاغ ظاهر می‌شود و دوکی با ۱۰ لژیون است.
والفار (یا Malaphar, Malephar, Valafar, Valefor) دوک دوزخ است. او مردم را برای دزدی می‌فریبد و مسئول روابط خوب میان دزدهاست. او فرمانده ۱۰ سپاه از دیوهاست. He commands ten legions of demons.
او به شکل یک شیر با سر انسان یا با سر یک الاغ تجسم می‌شود.

## مارکیس آمون

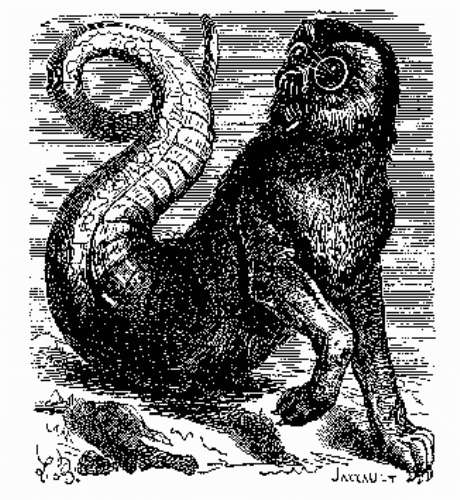
تصویر ترسیم‌شده از مارکیس آمون

آمونمارکیز دوزخ است که بر ۴۰ سپاه از دیوهای دوزخی فرمان می‌راند. او به شکل یک گرگ با دمی آتشین و مار مانند یا یک انسان با سری کلاغ مانند پدیدار می‌شود. گاهی نیز با دندان سگسانی تجسم می‌شود. او همه چیز را دربارهٔ گذشته و آینده می‌گوید. او آشتی یا دشمنی میان دو دوست و دشمن می‌اندازد.
آمون چیزهایی در مورد گذشته و آینده را آشکار می‌سازد. وی عشق می‌آفریند و نزاع بین دوستان را فرومی‌نشاند. او به شکل یک گرگ با دم مار ظاهر می‌شود و از دهانش آتش استفراغ می‌کند. اگر درخواست شود شکل یک انسان با سر کلاغ به خود می‌گیرد. او یک مارکی است و بر ۴۰ لژیون فرمان می‌راند.

## دوک بارباتوس
بارباتوس کنت و دوک دوزخ است. وی بر سی سپاه از دیوان فرمان می‌راند و چهار پادشاه وی را در فرمان راندن بر این سپاهیان همراهی می‌کنند. او فهم زبان جانوران را می‌دهد، گذشته و آینده را می‌گوید، دوستان و حاکمان را آرام می‌کند همچنین او می‌تواند آدمها را به سوی گنج‌هایی که توسط جادوگران با سحر و جادو پنهان شده، رهنمون سازد.
به نظر می‌رسد نام او از زبان لاتین و کلمه barbatus به معنی پیرمرد، ریشو و فیلسوف گرفته شده باشد. از وی در کتاب کوچکتر سلیمان نام برده شده است.
توضیحات لوسیفرین
زودیاک: ۵. -۹. درجات ثور
۲۵ آوریل. -۲۹.
تاروت: ۵ پنتاکل
رنگ شمع: مشکی
گیاه: پیچک زمینی
سیاره زهره
فلز: مس
عنصر زمین
رتبه: DUKE
بارباتوس یک شیطان روز است. او بر ۳۰ لژیون ارواح حکومت می‌کند و از درجه فضیلت است.
بارباتوس ترجیح می‌دهد زمانی که خورشید در قوس است ظاهر شود
بارباتوس همه علوم را تدریس می‌کند. او گنجینه‌های پنهان را با جادو آشکار می‌کند، و آینده را تقویت می‌کند، گذشته را تشخیص می‌دهد، دوستان را آشتی می‌دهد، و هر دو نفر را در دوستی به هم نزدیک می‌کند. او حسن نیت همه کسانی را که در مناصب قدرت هستند تضمین می‌کند. سوء تفاهم‌ها را نرم می‌کند و احساسات آسیب دیده را تسکین می‌دهد. توانایی درک و برقراری ارتباط با حیوانات را می‌دهد
او موهای بلند بلوند و بال‌های سفید براق دارد. او بسیار خوش ساخت است و پوستش برنزه است.

## پادشاه پایمون

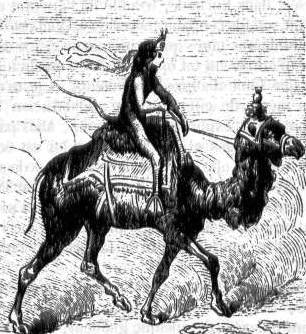
ترسیم پایمون.

پادشاه پایمون یکی از پادشاهان دوزخ است که بیشتر از دیگران فرمانبردار لوسیفر است. وی بر ۲۰۰ سپاه از دیوان فرمان می‌راند. او صدایی قوی دارد و زمانی که می‌آید می‌خروشد و برای مدتی به همین شیوه سخن می‌گوید تا زمانی که جادو وی را وادار سازد تا پاسخ پرسش‌هایی که از او خواسته شده است را روشن بدهد. زمانی که وی را احضار می‌کنند باید به سمت شمالغربی نگاه کنند، جایی که خانه اوست. زمانی که پایمون پدیدار می‌شود، باید اجازه دهد از او پرسش شود که چه آرزویی دارند.
پایمون همه هنرها را می‌آموزد؛ فلسفی، علمی و چیزهای پنهان. او می‌تواند همه رموز زمین، باد و آب را آشکار سازد. پایمون هر آنچه در ذهن است و هرچیزی را که احضارکننده می‌خواهد بداند، آشکار می‌سازد.
پایمون به شکل یک مرد با صورت زنانه ترسیم می‌شود که یک تاج گرانبها بر سر دارد و سوار بر یک شتر یک کوهانه است. پیشاپیشِ وی اغلب یک دیو با شکل یک مرد می‌رود که ترومپت، سنج و دیگر ابزار موسیقی را می‌نوازد.

## پرزیدنت بوئر

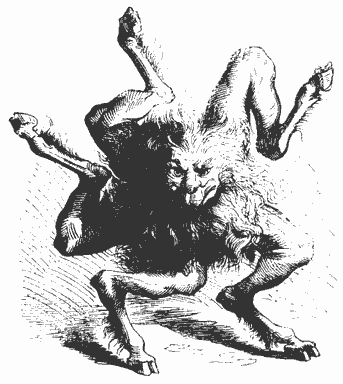
بوئر جنی که به تدریس «اخلاق و فلسفه طبیعی» می‌پردازد (از نسخه ۱۹۹۵ کتاب).

پرزیدنت بوئر روحی است که در سده شانزدهم در کتاب Pseudomonarchia پدیدار می‌شود و به عنوان رئیس‌جمهوری بزرگ دوزخ معرفی می‌شود. پنجاه سپاه از دیوان زیر فرمان او هستند و زمانی که خورشید در صورت فلکی قوس است پدیدار می‌شود. او فلسفه طبیعی و اخلاق، منطق و خواص گیاهان دارویی را آموزش می‌دهد. بوئر ناتوانی‌ها را به ویژه در مردان بهبود می‌بخشد و به آنان ارواح خوبی اعطا می‌کند.
او به شکل برج قوس ترسیم می‌شود که یک قنطروس با یک کمان و پیکان است، ولی بعدها لوئیس برتون تصویری از وی ترسیم می‌کند که دیوی است با سر شیر و پنج پای بز که پیرامون وی هستند.
نام‌شناسی این دیو نامشخص است.

## دوک گوسیون
گوسیون دوک بزرگ و نیرومند دوزخ است و بر چهل سپاه از دیوان فرمان می‌راند. او همه چیز را از گذشته و آینده و اکنون می‌گوید. معنای همه پرسشهایی که از وی می‌شود را نشان می‌دهد. دوستان را با هم آشتی می‌دهد و افتخار و بزرگی می‌بخشد.
او به شکل یک بابون یا بر اساس برخی از منابع، در هیبت یک بیگانه تصویر می‌شود.

## پرنس سیتری
سیتری شاهزاده بزرگ دوزخ است و فرمانروای ۶۰ سپاه از دیوان. او باعث می‌شود مردان و زنان به یکدیگر عشق بورزند و می‌تواند مردم را اگر بخواهد کاملاً برهنه کند. او با چهره یک پلنگ و بال‌های یک شیردال به تصویر کشیده می‌شود؛ ولی در شرایط احضار به شکل یک مرد بسیار زیبا دگرگون می‌گردد.

## پادشاه بلت

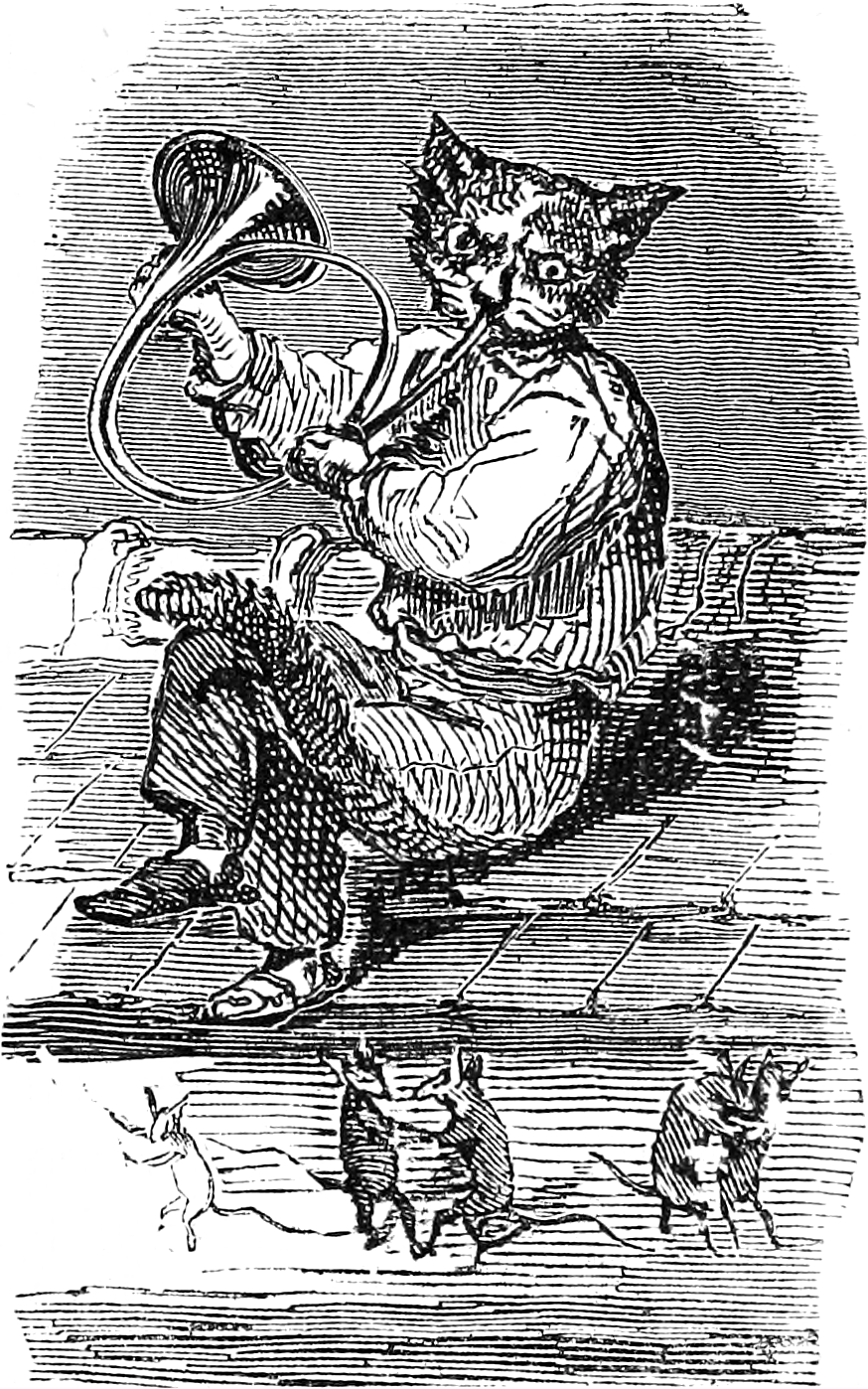
تصویر ترسیم‌شده از پادشاه بلت

یکی از قدرتمندترین و مخوف‌ترین پادشاهان دوزخ است که فرمانده ۸۵ سپاه از شیاطین قدرتمند است. بلت باعث عشق بین زن و مرد می‌شود. او سوار بر یک اسب جنگی است که از پیشاپیش او صدای انواع موسیقی شنیده می‌شود.

## دوک الیگوس
اِلیگاس چیزهای نهان و آنچه که آینده نگاه داشته است را آشکار می‌سازد. او همچنین دانش در مورد جنگ و چگونگی رویارویی ارتش‌ها را در مقابل هم آشکار می‌کند. وی می‌تواند عشق اربابان و اشخاص قدرتمند را به جادوگر عطا کند. در ظاهر یک شوالیه که یک نیزه، یک پرچم و یک مار را نگه داشته است آشکار می‌شود. او یک دوک است و بر ۲۶ لژیون حکومت می‌کند.

## دوک زپار
زِپار باعث عشق زن به مرد و وحدت آنان در عشق می‌شود. او همچنین باعث باروری زنان شده و پوشیده شده در لباس قرمز و زره به شکل یک سرباز ظاهر می‌شود. او یک دوک است و بر۲۶ لژیون حکم می‌راند.

## کنت بوتیس
بوتیس گذشته و حال را بازمی‌شمارد و دوستان و دشمنان را متحد می‌کند. در ابتدا همچون یک مار زشت ظاهر می‌شود، اما به درخواست جادوگر شکل انسانی با دندان‌های بزرگ به خود می‌گیرد که دو شاخ دارد و یک شمشیر تیز را حمل می‌کند. او یک رئیس و کنت است و بر ۶۰ لژیون حکومت می‌کند.

## دوک باتین
باتین دانش استفاده از گیاهان و جواهرات را دارد. او می‌تواند انسان‌ها را از یک سرزمین به سرزمینی دیگر منتقل کند. به شکل یک مرد قوی با دم مار سوار بر یک اسب رنگ پریده ظاهر می‌شود. یک دوک است و حاکم بر ۳۰ لژیون.

## دوک سالوس
مردان و زنان را عاشق یکدیگر می‌سازد. به شکل یک سرباز با شکوه با یک تاج دوک سوار بر یک کروکودیل ظاهر می‌شود. او یک دوک است و بر ۳۰ لژیون فرمان می‌راند.

## کنت پورسون
چیزهای پنهان و دفینه‌ها را آشکار می‌سازد و جادوگر را از گذشته، حال و آنچه پیش می‌آید مطلع می‌سازد. به تمام پرسش‌ها چه دنیوی و چه الهی پاسخ می‌دهد و دانش خلقت زمین را آشکار می‌کند. پورسون یک مونس خوب فراهم می‌سازد. به شکل یک انسان با چهرهٔ شیر ظاهر می‌شود که یک مار در دست خود نگه دشته است. سوار بر یک خرس است و در پشت او شیپورها نواخته می‌شوند. یک پادشاه است و بر ۲۲ لژیون حکومت می‌کند.

## کنت ماراکس
اخترشناسی، علوم آزاد و استفاده از گیاهان و سنگ‌ها را آموزش می‌دهد و همچنین مونس مفید فراهم می‌آورد. به شکل یک گاو نر با صورت انسان ظاهر می‌شود و یک کنت است. وی بر ۳۰ لژیون حکومت می‌کند.

## کنت ایپوس
ایپوس می‌تواند به جادوگر از گذشته، حال و آنچه پیش می‌آید اطلاعات دهد. شجاعت و هوش را بیدار می‌کند و به شکل یک فرشته با سر شیر، پاهای غاز و دم خرگوش ظاهر می‌شود. یک کنت است و بر ۳۶ لژیون حکومت می‌کند.

## دوک ایم
ایم می‌تواند شهرها، قلعه‌ها و مساحت‌های بزرگ را به آتش بکشد. هوش ارائه می‌کند و به سوالات مربوط به مسائل خصوصی پاسخ می‌دهد. با بدن انسانی زیبا و سه سر ظاهر می‌شود. یکی از سرها به کله مار، دیگری به سر مرد و آخری به کلهٔ گوساله شباهت دارد. یک دوک است و بر ۲۶ لژیون حکمرانی می‌کند.

## مارکیس نابریوس
نِبیروس مهارت در تمام فنون و علوم را اعطا می‌کند و دارایی و عزت از دست رفته را بازمی‌گرداند. به شکل یک درنای سیاه ظاهر می‌شود و گرد دایره پرواز می‌کند. او یک مارکیس بوده و بر ۱۹ لژیون حکومت می‌کند.

## کنت گلاسیا لابولاس
گلاسیا لابولاس تمام فنون و علوم را آموزش می‌دهد. او باعث قتل و خونریزی می‌شود و چیزهای گذشته، حال و آینده را بازمی‌شمارد. عشق بین دوستان و دشمنان می‌افروزد و می‌تواند انسان را نامرئی کند. به شکل یک سگ با بال‌های شیردال ظاهر می‌شود. یک رئیس است و بر ۳۶ لژیون حکومت می‌کند.

## دوک بونه
بونه، بون یا بیم جای مرده را تغییر می‌دهد و ارواحی را که تحت حکومتش هستند، در گورهایشان گرد هم می‌آورد. ثروت، حکمت و فصاحت عطا می‌کند. پاسخ‌های صادقانه می‌دهد و به شکل یک اژدهای سه سر ظاهر می‌شود. یک سر شبیه به شکل سگ و دو سر دیگر شبیه شیردال. با صدای رسا و زیبا سخن می‌گوید و یک دوک است که بر ۲۶ لژیون حکومت می‌کند.

## مارکیس رونووه

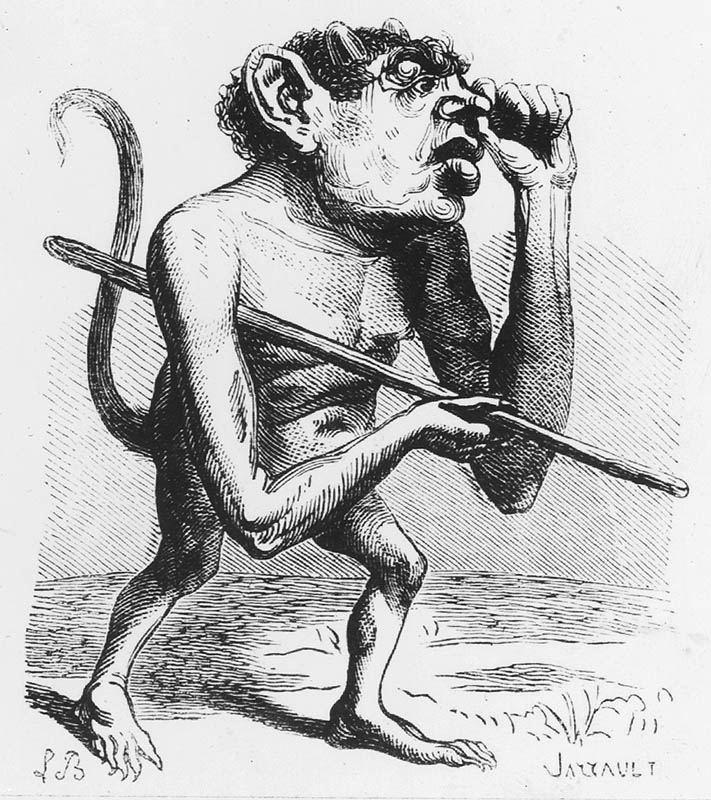
تصویر ترسیم‌شده از مارکیس رونووه

رانوو بلاغت و زبان‌ها را آموزش می‌دهد، خادم می‌دهد و خدمت از دوستان و دشمنان. به شکل یک هیولا ظاهر می‌شود. رانوو یک مارکیس است که بر ۱۹ لژیون حکومت می‌کند.

## دوک بریت
بِریث پاسخ‌های صادقانه دربارهٔ گذشته، حال و آنچه رخ خواهد داد می‌دهد. می‌تواند تمام فلزات را به طلا و نقره تبدیل کند و شأن عطا می‌کند. همچون بلث (شماره ۱۳)، وقتی بریث ظاهر می‌شود نیاز به حلقه است. با صدای شفاف و دقیق سخن می‌گوید، اما یک دروغگوی بزرگ است. او همچنین بِعال یا بافروی نیز نامیده می‌شود و به شکل یک سرباز قرمزپوش با یک اسب قرمز ظاهر می‌شود که یک تاج طلایی حمل می‌کند. یک دوک است و بر ۲۶ لژیون حکمرانی می‌کند.

## دوک استاروس

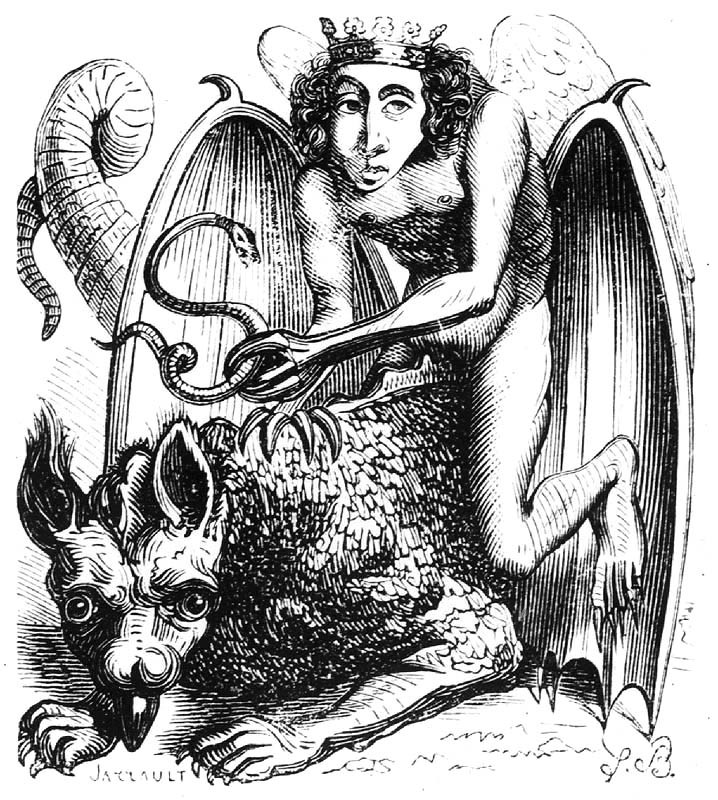
تصویر ترسیم‌شده از دوک استاروس

عشتروت پاسخ‌های صادقانه دربارهٔ گذشته، حال و آنچه رخ خواهد داد می‌دهد. می‌تواند به تمام پرسش‌ها پاسخ دهد و خواهان بازشماری هبوط فرشتگان و علت پشت هبوطشان است. وی علوم آزاد را آموزش می‌دهد. جادوگر می‌بایست هنگامی که عشتروت را احضار می‌کند، انگشتر را در مقابل صورتش نگه دارد چرا که دیو نَفَس زننده و خطرناکی دارد که ممکن است آسیب برساند. به شکل یک فرشته که سوار بر یک اژدهای جهنمی است ظاهر می‌شود و یک مار در دست راست خود نگه داشته است در برخی از متون و کتاب‌های یهودی آمده است که او از اتفاقات آخر الزمان خبر دارد
```
یک دوک است که بر ۲۹ لژیون حکومت می‌کند.
[
۹
]
```

## مارکیس فورنئوس
فارنِئوس زبان و بلاغت آموزش می‌دهد و به انسان‌ها شهرت خوب اعطا می‌کند. باعث می‌شود که یک نفر توسط دشمنان و دوستان، دوست داشته شود. به شکل یک هیولای دریایی بزرگ ظاهر می‌شود و یک مارکیس است که بر ۲۹ لژیون حکومت می‌کند.

## پرزیدنت فوراس
فوراس استفاده از گیاهان و سنگ‌های قیمتی را آموزش می‌دهد. همچنین منطق و اخلاق آموزش می‌دهد و می‌تواند انسان را نامرئی، سخنور و عاقل سازد و عمر دراز بخشد.

## پادشاه اسمودی

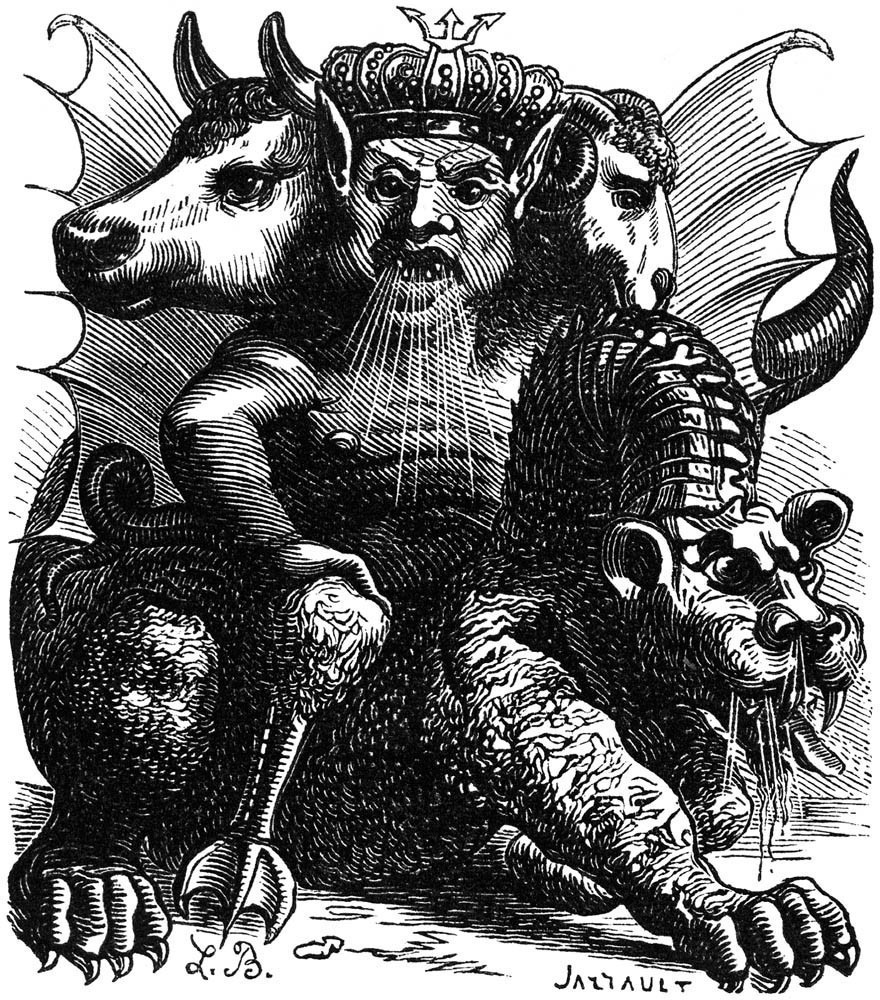
تصویر ترسیم‌شده از پادشاه اسمودی

آسمودای (آسمادِئوس) حلقهٔ تقوا می‌بخشد و علم حساب، هندسه، نجوم و تمام مهارت‌ها را آموزش می‌دهد. به تمامی سوالات کامل و صادقانه پاسخ می‌دهد و می‌تواند انسان را نامرئی کند. دفینه‌ها را آشکار می‌سازد و از آن‌ها نگهبانی می‌کند. او با سه سر ظاهر می‌شود که اولی به مانند یک گاو نر است، دومی به شکل یک مرد و سومی یک قوچ. او دمی مار مانند دارد و شعله‌های آتش استفراغ می‌کند. پاهایش مانند به پاهای غاز پره دار شباهت دارد، یک نیزه و یک درفش در دستان خود نگه داشته و بر یک اژدهای جهنمی سوار است. وی تحت قدرت آمایمون است و پیش از هر کس در راه او گام می‌نهد. یک پادشاه است و بر ۷۲ لژیون حکومت می‌کند.

## پرنس گاپ
گاپ مأموریت دارد که فلسفه و علوم آزاد را آموزش دهد. می‌تواند باعث عشق یا نفرت شود و می‌تواند انسان‌ها را بی عاطفه و نادان سازد. چگونگی چیزهای ابتدایی مربوط به پادشاهش، آمایمون را آموزش می‌دهد. مونس سودمند از دیگر جادوگران فراهم می‌آورد و به تمام سوالات در مورد گذشته، حال و آینده پاسخ صادقانه می‌دهد. گاپ به شکل انسان ظاهر می‌شود و می‌تواند انسان را به سرعت از کشوری به کشور دیگر منتقل کند. هنگامی که خورشید در هر نشان جنوبی باشد، در برابرش چهار شاه بزرگ چنان گام برمی‌دارند که گویی او آن‌ها را هدایت می‌کند. یک رئیس است و بر ۶ لژیون حکومت می‌کند.

## کنت فورفور

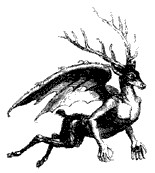
تصویر ترسیم‌شده از کنت فورفور

فورفور بین مردان و زنان عشق به وجود می‌آورد و باعث آذرخش، تندر و طوفان می‌شود. می‌تواند به سوالات در مورد چیزهای سری و الهی پاسخ صادقانه بدهد، گرچه تا هنگامی که درون مثلث جای گیرد حقیقت را نخواهد گفت. به شکل یک گوزن با دم شعله‌ور ظاهر می‌شود، اما هنگامی که درون مثلث جای گیرد شکل یک فرشته با صدای زمخت به خود می‌گیرد. او یک کنت است و بر ۲۶ لژیون حکومت می‌کند.

## مارکیس مارکوسیاس

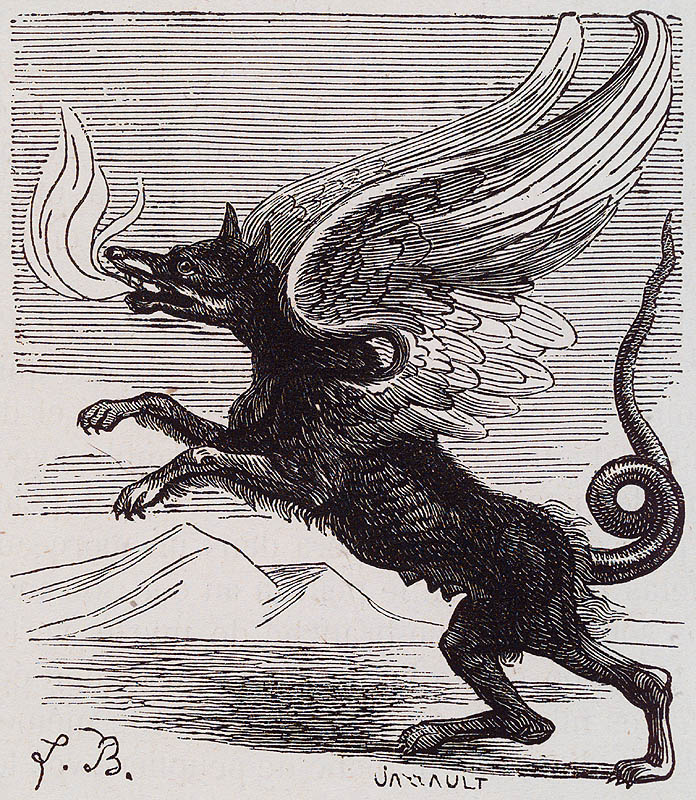
تصویر ترسیم‌شده از مارکیس مارکوسیاس

مارچوسیاس یک دلاور بزرگ است. او به تمام سوالات پاسخ درست می‌دهد، با جادوگر صادق است و کارهایش را انجام می‌دهد. او به سالارش، سلیمان، عرض کرده که امیدوار است پس از ۱۲۰۰ سال به عرش هفتم در آسمان بازگردد. وی به شکل یک گرگ با بال‌های شیردال ظاهر می‌شود؛ دمی مار مانند دارد و از دهانش آتش قی می‌کند. یک مارکیس بوده و بر ۲۶ لژیون حکومت می‌کند.

## پرنس ستولاس

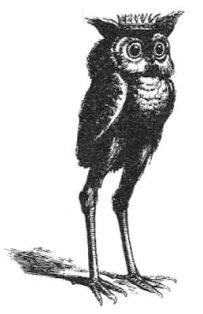
تصویر ترسیم‌شده از ستولاس

ستولاس پرنس بزرگ جهنم و فرماندهٔ ۲۶ سپاه از دیوهاست. او ستاره‌شناسی، دانش گیاهان سمی، گیاهان دارویی و سنگ‌های گران‌بها را آموزش می‌دهد. همچنین با نام‌های ستولوس و سولوس نیز شناخته شده است. در ابتدا به شکل یک کلاغ بزرگ شب (در بعضی نسخه‌ها جغد تاجدار) ظاهر می‌شود، اما سپس شکل انسانی به خود می‌گیرد. یک شاهزاده است و بر ۲۶ لژیون حکم می‌راند.

## مارکیس فنکس
فِنِکس علم یاد می‌دهد و یک شاعر ماهر است. امیدوار است پس از ۱۲۰۰ سال به عرش هفتم بازگردد. در ظاهرِ ققنوس ظاهر می‌شود، صدای کودکانه دارد و نغمه‌های زیبا می‌سراید. به آرامی در مقابل جادوگر شکل انسانی به خود می‌گیرد. یک مارکیز است و بر ۲۰ لژیون فرمان می‌راند.

## کنت هالفاس
هالفاس یا مالتوس برج می‌سازد، آن‌ها را با مهمات و اسلحه پر می‌کند و سربازان را به مناطق مقرر می‌فرستد. به شکل یک کبوتر چوبی ظاهر شده و با صدای زمخت سخن می‌گوید. این دیو یک کنت است و بر ۲۶ لژیون حکومت می‌کند.

## پرزیدنت مالفاس
مالفاس خانه و برج‌های بلند می‌سازد و می‌تواند با توجه به افکار، امیال و اعمال دشمن، دانش بدهد. یک مونس سودمند مهیا می‌سازد و سپاسگزارانه پیشکشی‌ها را دریافت می‌کند، اما به پیشکش دهنده خیانت می‌کند. نخست به شکل یک کلاغ ظاهر می‌شود و سپس به شکل یک انسان، با صدای زمخت صحبت می‌کند. یک رئیس است و بر ۴۰ لژیون حکومت می‌کند.

## کنت رائوم
رائوم مأموریت دارد تا گنجینه‌ها را از خانهٔ پادشاهان دزدیده و به محلی مشخص بیاورد. می‌تواند شهرها و کرامت مردمان را نابود سازد. رائوم همه چیز در مورد گذشته، حال و آینده را می‌گوید و بین دوستان و دشمنان عشق به وجود می‌آورد. در ابتدا به شکل یک کلاغ ظاهر می‌شود و سپس شکل انسانی به خود می‌گیرد. یک کنت است و بر ۳۰ لژیون حکومت می‌کند.

## دوک فوکالر
فوکالور وظیفهٔ کشتار انسان‌ها و غرق کردن آن‌ها را دارد. او باعث واژگونی کشتی‌های جنگی می‌شود چرا که بر بادها و دریاها فرمان می‌راند؛ اما تا هنگامی که جادوگر از او نخواهد به کسی آسیب نمی‌رساند. فوکالور امیدوار است که پس از ۱۰۰۰ سال به عرش هفتم بازگردد. به شکل یک مرد با بال‌های شیردال ظاهر می‌شود. او یک دوک است و بر ۳۰ لژیون حکومت می‌کند.

## دوک وپار
وِپار بر آب‌ها حکم می‌راند و کشتی‌های جنگ را هدایت می‌کند. وپار به درخواست جادوگر می‌تواند دریاهای طوفانی ایجاد کند و آنان را به نظر پر از کشتی سازد. وپار می‌تواند در عرض سه روز، باعث مرگ انسان‌ها بر اثر پوسیدگی زخم شود. وی اگر اراده کند، کرم‌ها در محل زخم تکثیر می‌شوند. وپار به شکل پری دریایی ظاهر خواهد شد. او یک دوک است که بر ۲۹ لژیون حکومت می‌کند.

## مارکیس سبناک
سابناک برج‌ها، قلعه‌ها و شهرها را می‌سازد و آنان را با سلاح انباشت می‌کند. مونس سودمند مهیا می‌سازد و به شکل یک سرباز جنگی با سر شیر ظاهر می‌شود که بر یک اسب رنگ پریده سوار است. یک مارکیز بوده و بر ۵۰ لژیون حکومت می‌کند.

## مارکیس شکس
شاکس وظیفه دارد که به دستور جادوگر بینایی، شنوایی و ذهن هر مرد یا زنی را از بین ببرد. او از خانهٔ پادشاهان پول می‌دزدد و پس از ۱۲۰۰ سال آن را برمی‌گرداند. اسب‌ها و سایر چیزها را بازمی‌گرداند اما می‌بایست درون مثلث درخواست شود، چرا که در غیر اینصورت به جادوگر خیانت می‌کند و به او دروغ می‌گوید. می‌تواند چیزهای پنهانی که توسط ارواح شرور نگهداری نشده‌اند را آشکار سازد. گاهی وقت‌ها مونس سودمند مهیا می‌سازد. به شکل یک کبوتر جنگی ظاهر می‌شود و با صدایی زمخت اما دقیق سخن می‌گوید. شاکس یک مارکیس است و بر ۳۰ لژیون حکم می‌راند.

## پادشاه وینه
واین وظیفه دارد که چیزهای پنهان، ساحران و اتفاقات گذشته و آینده را آشکار سازد. برج می‌سازد، دیوارها را ویران کرده و دریاها را طوفانی می‌کند. به شکل یک شیرِ سوار بر اسب سیاه ظاهر می‌شود و یک مار در دست خود نگه داشته است. یک کنت و پادشاه می‌باشد و بر ۳۶ (در برخی منابع ۳۵) لژیون از شیاطین حکومت می‌کند.

## کنت بیفرونس

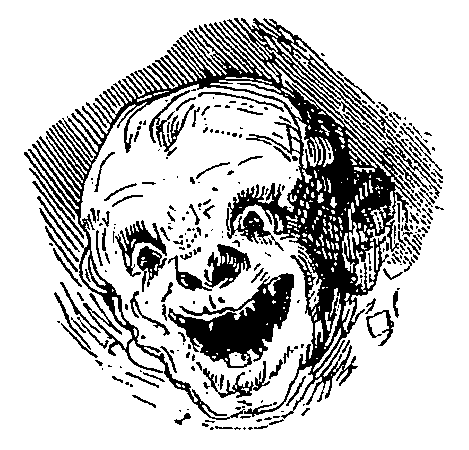
تصویر ترسیم‌شده از کنت بیفرونس

بیفرونس وظیفهٔ آموزش ستاره‌شناسی، هندسه و سایر فنون و علوم را دارد. او ارزش گیاهان، جواهرات و درختان را آموزش می‌دهد. بدن مردگان را حرکت می‌دهد، محلشان را تغییر داده و بر گور مردگانِ تحت امرش شمع روشن می‌کند. یک کنت است و در ابتدا به شکل یک هیولا ظاهر می‌شود، اما شکل یک مرد به خود می‌گیرد. او ۶۰ (یا طبق برخی نسخه‌ها ۶) لژیون دارد که فرمانبردار او هستند.

## دوک وئال
ووآل عشق زنان را می‌افروزد و چیزهای گذشته، حال و آینده را آشکار می‌سازد. باعث دوستی بین دوستان و دشمنان می‌شود. به شکل یک شتر بزرگ ظاهر خواهد شد، اما با درخواست جادوگر شکل انسانی به خود می‌گیرد. او مصری صحبت می‌کند، اما نه به‌طور کامل. یک دوک است و بر ۳۳ لژیون حکومت می‌کند.

## پرزیدنت هاگنتی
هاگِنتی وظیفه دارد انسان‌ها را حکیم سازد و آنان را به شیوه‌های گوناگون راهنمایی کند؛ همچون تغییر فلزات به طلا و تبدیل آب به شراب و شراب به آب. او به شکل یک گاو نر بزرگ با بال‌های شیردال ظاهر می‌شود، اما به درخواست جادوگر شکل انسانی به خود می‌گیرد. یک رئیس است و بر ۳۳ لژیون حکومت می‌کند.

## دوک کروکل
کروسِل در مورد چیزهای پنهان به صورت مبهم سخن می‌گوید. هندسه و علوم آزاد آموزش می‌دهد. به درخواست جادوگر، می‌تواند از آب‌های طوفانی صدا تولید کنید. او می‌تواند آب‌ها را گرم کرده و گرمابه‌ها را کشف کند. کروسل یک دوک است و به شکل یک فرشته ظاهر می‌شود. او بر ۴۸ لژیون حکم می‌راند.

## شوالیه فورکاس

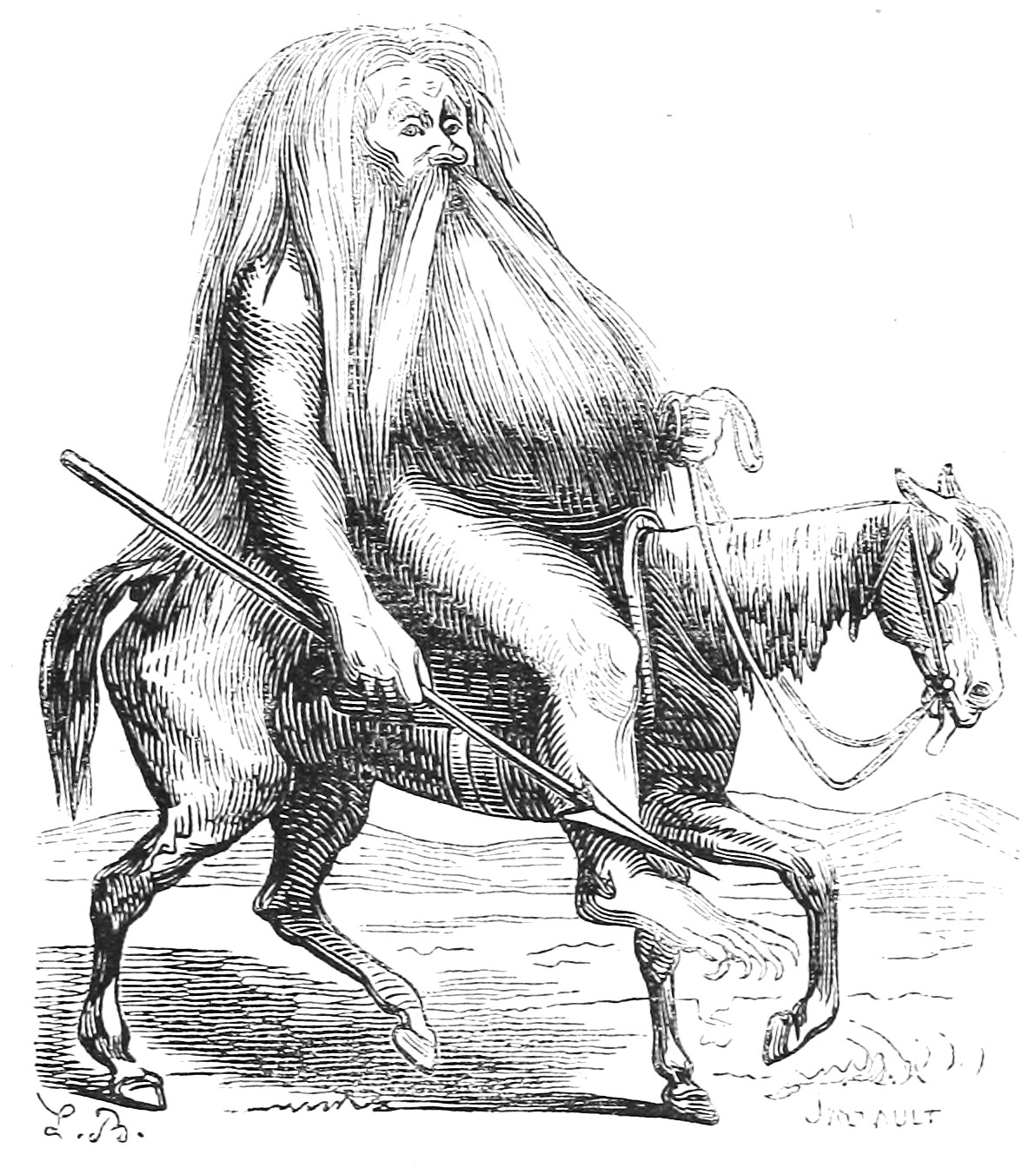
تصویر ترسیم‌شده از شوالیه فورکاس

فورکاس فلسفه، ستاره‌شناسی، بلاغت، منطق، کف بینی و آتش بینی آموزش می‌دهد. به شکل یک پیرمرد خشن با ریش بلند و موی قهوه ای ظاهر می‌شود. یک سلاح تیز حمل می‌کند و بر یک اسب رنگ پریده سوار است. یک شوالیه است و بر ۲۰ لژیون حکم می‌راند.

## پادشاه بالام
او بیش از پنجاه سپاه دیو را فرماندهی می‌کند و جواب‌های مناسبی به سوالاتی در مورد گذشته، حال و آینده می‌دهد. او همچنین می‌تواند مردان را نامرئی کند. او دارای سه سر است: سر گاو نر، سر انسان و سر گوسفند. روی شانه‌اش یک قوش حمل می‌کند و سوار بر یک خرس است. او یک پادشاه است و بر ۴۰ لژیون حکومت می‌کند.

## دوک آلوکس
آلوکِس ستاره‌شناسی و تمام علوم آزاد را آموزش می‌دهد. همچنین یک مونس سودمند مهیا می‌سازد. به شکل یک سرباز سوار بر یک اسب بزرگ ظاهر می‌شود. او چهرهٔ یک شیر دارد و قرمز است با چشمانی آتشین. این دوک بر ۳۶ لژیون حکم می‌راند.

## پرزیدنت کایم

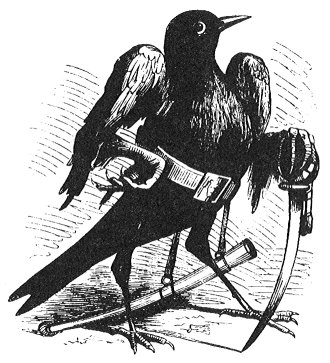
کایم در ظاهر پرنده

کایم یک مناظره گر عالیست. وظیفه اش یاد دادن آواز پرندگان، صدای گاوها، وغ وغ سگ و صدای تمام حیوانات دیگر، همچنین صدای آب به انسان است. پاسخ‌های صادقانه به آنچه بوده، هست و خواهد بود می‌دهد. در ابتدا به شکل یک توکا ظاهر می‌شود، اما شکل یک انسان که شمشیری تیز در دست دارد به خود می‌گیرد. در خاکسترهای سوزان و زغال‌های گداخته پاسخ می‌دهد. یک رئیس است و بر ۳۰ لژیون حکومت می‌کند.

## دوک مورمور
مورمور فلسفه را به خوبی آموزش می‌دهد و ارواح مردگان را مجبور به پاسخ به سوالات جادوگر می‌کند. به شکل یک دلاور سوار بر یک شیردال ظاهر می‌شود و تاج دوک بر سر خود نهاده است. در پس او خادمینش با نواختن شیپور گام برمی‌دارند. او یک دوک است و ۳۰ لژیون دارد که فرمانبردار او هستند.

## پرزیدنت اوروباس

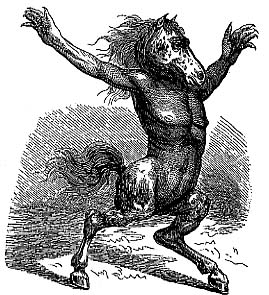
تصویر ترسیم‌شده از اوروباس

اوروباس آنچه بوده، آنچه هست و آنچه خواهد بود را آشکار می‌سازد. او کرامت، مکان و قدردانی از طرف دوست و دشمن عطا می‌دارد. به پرسش‌های در باب الوهیت و خلقت دنیا پاسخ‌های صحیح می‌دهد. او به جادوگر وفادار است و اجازه نمی‌دهد با هیچ موجود دیگری اغوا شود. ابتدا به شکل یک اسب ظاهر می‌شود، اما بعد شکل انسانی به خود می‌گیرد. یک شاهزاده است و بر ۲۰ لژیون حکومت می‌کند.

## دوک گرموری
گرِموری یا گاماری دربارهٔ گذشته، حال و آینده سخن می‌گوید. گنج‌های نهان را آشکار می‌سازد و عشق به زبان پیر و جوان اعطا می‌کند. گرموری به شکل یک زن زیبا با تاج دوک سوار بر شتر ظاهر می‌شود. یک دوک است و بر ۲۶ لژیون حکومت می‌کند.

## پرزیدنت اوس
اوسه علوم آزاد را آموزش می‌دهد و پاسخ‌های صادقانه در حیطهٔ موضوعات سرّی و الهی می‌دهد. به خواست جادوگر می‌تواند مردم را به هر شکلی در بیاورد و آنان باور خواهند کرد که واقعاً از قبل آنچه بوده‌اند که اکنون به آن تغییر شکل داده‌اند. اوسه ابتدا چون یک پلنگ ظاهر می‌شود، سپس چون یک انسان. او یک رئیس است و بر ۳ لژیون (یا ۳۰ به نقل از پانویس یکی از نسخ خطی) حکم می‌راند.

## پرزیدنت امی
امی دانش شگفتی در باب ستاره‌شناسی و تمام علوم آزاد می‌بخشد. مونس سودمند عطا می‌کند و جواهراتی که توسط ارواح نگهداری می‌شوند را آشکار می‌سازد. امی نخست بسان آتشی سوزان ظاهر گشته، اما سپس شکل انسانی به خود می‌گیرد. یک رئیس بوده و بر ۳۶ لژیون حکم می‌راند.

## مارکیس اوریاس
اوریاکس یا اوریاس چگونگی استفاده از ستارگان و ساعات سیارات را یاد می‌دهد. مردم را تغییر شکل می‌دهد و کرامت و احترام اعطا می‌کند. به شکل یک شیر با دم مار سوار بر اسبی قوی و قدرتمند ظاهر می‌شود. در دست راستش دو مار که صدای هیس هیس می‌دهند نگه داشته است. یک مارکیس است و بر ۳۰ لژیون حکومت می‌کند.

## دوک واپولا
واپولا برای تمام فنون عملی راهنمایی می‌دهد، همین‌طور در فلسفه و سایر علوم. به هیبت یک شیر با بال‌های شیردال ظاهر می‌شود. یک دوک است و ۳۶ لژیون مطیع وی هستند.

## پادشاه/پرزیدنت زاگان
زاگان بذله گویی می‌بخشد و شراب را به آب، خون را به شراب، آب را به شراب و فلز را به سکه تبدیل می‌کند. همچنین احمقان را فرزانه می‌سازد. در ابتدا به‌شکل یک گاو نر با بال‌های شیردال ظاهر شده، سپس شکل انسانی به خود می‌گیرد. هنر ساخت سکه از فلزات را به انسانها آموزش داده است. شاه و رئیس بوده و بر ۳۳ لژیون حکم می‌راند. .

## پرزیدنت وَلِک
وَلِک به شکل پسر بچه ای برهنه با موهای طلایی و چشمان زمردی است که دو بال فرشته دارد و سوار بر یک اژدهای دوسر است
وَلِک یک پرزیدنت بسیار قدرتمند است که مکان گنج‌های نهان را آشکار می‌سازد و قدرت تسلط بر مارها را دارد
وَلِک بر ۳۷ دسته از جنیان تسلط دارد

## مارکیس آندراس

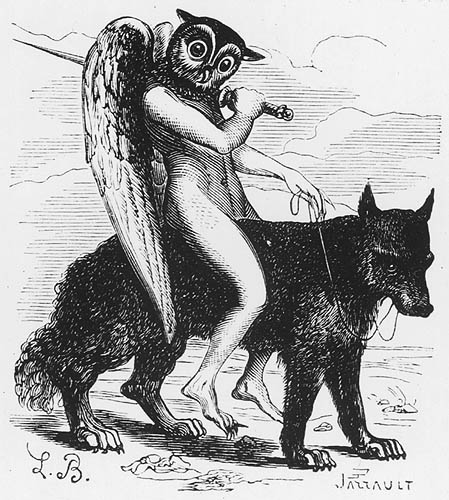
تصویر ترسیم‌شده از مارکیس آندراس

وظیفهٔ آندراس پراکندن نفاق است. اگر جادوگر مراقب نباشد، آندراس او و اطرافیانش را می‌کشد. آندراس به شکل یک فرشته با سر کلاغ (در برخی نسخه‌ها جغد تاجدار) ظاهر می‌شود. یک شمشیر تیز دارد و روی گرگی سیاه و قوی سوار است. یک مارکیس است و بر ۹۹ لژیون حکومت می‌کرد.

## دوک هائوراس
فلائورُس یا هائورِس پاسخ‌های صادقانه دربارهٔ گذشته، حال و آینده می‌دهد. با این حال اگر به درون دایره هدایت نشود دروغ خواهد گفت و به جادوگر خیانت می‌کند. در نهایت می‌خواهد دربارهٔ آفرینش دنیا و هبوط فرشتگان حرف بزند. می‌تواند دشمنان جادوگر را نابود کرده و خاکستر کند و اجازه نمی‌دهد توسط ارواح دیگر وسوسه شود. در ابتدا همچون یک پلنگ بزرگ و ترسناک ظاهر شده، سپس شکل انسانی با نگاهی سوزان و چهره ای ترسناک به خود می‌گیرد. یک دوک است و بر ۳۶ لژیون حکومت می‌کند.

## مارکیس آندرالفوس
آندریالفوس هندسه و هر چیزی در حیطهٔ اندازه‌گیری را به خوبی یاد می‌دهد. ضمناً در باب ستاره‌شناسی راهنمایی می‌کند و می‌تواند انسان را شبیه پرنده کند. نخست به شکل یک طاووس با صدای بلند ظاهر می‌شود، اما سپس شکلی انسانی به خود می‌گیرد. یک مارکیس بوده و بر ۳۶ لژیون حکومت می‌کند.

## مارکیس سیمیس
کیمِئیس یا کیماریس در باب دستور زبان، منطق و بلاغت آموزش می‌دهد. گنج‌ها و چیزهای نهان را آشکار می‌سازد. چونان یک دلاور شیردل سوار بر اسب سیاه ظاهر می‌شود. یک مارکیس است و بر ۳۰ لژیون حکم می‌راند.

## دوک آمدوسیاس

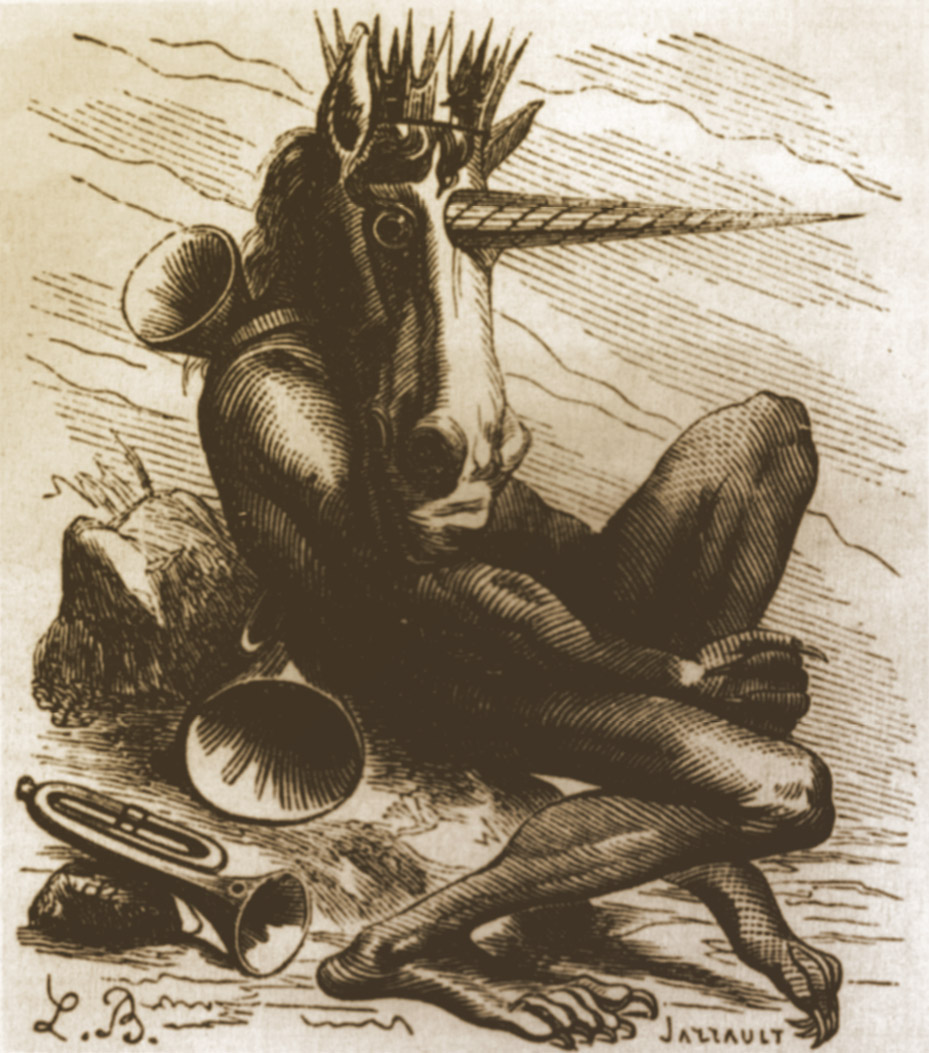
تصویر ترسیم‌شده از دوک آمدوسیاس

آمدوسگیاس یا آمدوسیاس درخت‌ها را خم کرده و می‌اندازد. در ابتدا بسان اسب شاخداری ظاهر می‌شود، اما به درخواست جادوگر شکل انسانی به خود می‌گیرد و صدای شیپور و تمام سازهای دیگر شنیده می‌شود. یک دوک است و بر ۲۹ لژیون حکومت می‌کند.

## پادشاه بلیال

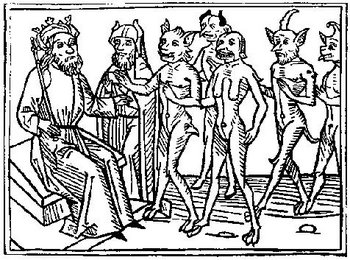
منبت‌کاری بلیال و همراهانش اثر یاکوبوس د تیرامو

بلیال القاب بخشیده و از سوی دوست و دشمن قدردانی روانه می‌کند. مونس مفید می‌بخشد. بلیال به شکل دو فرشتهٔ زیبا نشسته بر کالسکه ای ساخته شده از آتش ظاهر می‌شود. با صدایی باشکوه سخن می‌گوید و اعلام می‌دارد که یکی از فرشتگان شایسته‌ای بوده که در ابتدا سقوط کرده است. او دقیقاً پس از لوسیفر خلق شد. جادوگر می‌بایست به او پیشکشی و هدیه بدهد وگرنه پاسخ صحیحی نمی‌گیرد. یک شاه است و بر ۸۰ لژیون حکومت می‌کند.

## مارکیس دکارابیا
دِکارابیا استفاده از گیاهان (در برخی نسخ خطی، پرندگان) و سنگ‌های قیمتی را آموزش می‌دهد. باعث می‌شود تا تمام پرندگان در برابر جادوگر پدیدار شوند و کاری می‌کند تا مانند پرندگان واقعی بخوانند و بنوشند. به شکل یک پنتاگرام ظاهر می‌شود، اما شکل انسانی به خود می‌گیرد. یک مارکیس است و بر ۳۰ لژیون حکومت می‌کند.

## پرنس سیره
سیره می‌تواند چیزها را حرکت داده و در یک چشم برهم زدن گرد دنیا سفر کند. دزدها، گنج‌ها و چیزهای نهان را هویدا می‌کند. به شکل یک مرد زیبا سوار بر اسبی بالدار ظاهر می‌شود. سیره یک شاهزادهٔ قدرتمند است و توسط آمایمون، پادشاه شرق، فرماندهی می‌شود. سیره بر ۲۶ لژیون حکومت می‌کند.

## دوک دانتالیون
دانت عرضه دارد و ظاهر هر شخصی را بسازد. وی خودش را بسان انسانی با شمار زیادی چهره، هم مردانه و هم زنانه، آشکار می‌کند. او یک کتاب در دست راستش نگه داشته است. دانتالیون یک دوک بوده و بر ۳۶ لژیون حکومت می‌کند.

## کنت آندرومالیوس
اندرومالوس دارایی‌های دزدیده شده را بازمی‌گرداند و اعمال بدجنس و حیله‌گر را آشکار می‌کند؛ از این رو دزدها و اشخاص تبه کار را گرفته و تنبیه می‌کند. همچنین گنج‌های نهان را آشکار می‌سازد. بسان مردی با ماری بزرگ در دستش ظاهر می‌شود. یک کنت است و بر ۳۶ لژیون حکومت می‌کند.